# 瓦瓊區
瓦瓊區（西班牙語：Distrito de Huachón），是秘魯的一個區，位於該國中部帕斯科大區的帕斯科省，始建於1923年12月27日，面積471.68平方公里，海拔高度3,400米，2005年人口5,511，人口密度每平方公里12人。